# Jozef Móder
Jozef Móder (Tvrdošovce, 19 settembre 1947) è un ex calciatore cecoslovacco, di ruolo centrocampista. Campione europeo con la Cecoslovacchia nel 1976.

## Carriera

### Club
Giocò per la maggior parte della sua carriera con la Lokomotíva Košice, squadra in cui militò in tre periodi distinti. Tra il 1980 e il 1982 giocò in Austria al Grazer AK, con cui conquistò la coppa d'Austria nel 1981.

### Nazionale
Con la Cecoslovacchia collezionò in tutto 17 presenze impreziosite da tre reti e partecipò al vittorioso campionato d'Europa 1976. Debuttò il 26 aprile 1972 contro il Lussemburgo mentre giocò la sua ultima partita il 21 settembre 1979 contro la Scozia (1-3).

## Palmarès

### Club
- Coppa d'Austria: 1

Grazer AK: 1981

### Nazionale
- Campionato d'Europa: 1

Jugoslavia 1976